# Helena Leflerová
Helena Leflerová, rozená Puchmeltrová, též Helena Leflerová-Krajčírová (12. října 1921 Buštěhrad – 26. února 1979 Praha), byla česká a československá politička Komunistické strany Československa a poúnorová poslankyně Národního shromáždění ČSR a ČSSR a Sněmovny lidu Federálního shromáždění, přeživší vyhlazení Lidic.

## Biografie
V roce 1940 se vdala za Antonína Leflera a bydleli v čp. 49. Manžel se vyučil lakýrníkem, ale pracoval v hutích a ve volných chvílích fotografoval, byl zastřelen na zahradě Horákova statku. Helena patřila k obyvatelům obce Lidic, kteří přežili vypálení a likvidaci vesnice nacisty roku 1942. Zbytek války prožila v koncentračním táboře Ravensbrück (Ravensbrück No: 11811).
Po válce se podruhé se vdala za Františka Krajčíra a žila v nových Lidicích, zapojila se do politického života. V roce 1945 se stala předsedkyní MNV v Lidicích a členkou komise pro obnovu této obce. Zastávala i četné stranické funkce. V letech 1949–1956 pracovala na KV KSČ. Byla též vedoucí tajemnicí Krajského výboru Národní fronty a pracovala v redakci deníku Rudé právo. XI. sjezd KSČ ji zvolil za člena Ústředního výboru Komunistické strany Československa. XII. sjezd KSČ a XIII. sjezd KSČ ji ve funkci potvrdil. V červenci 1967 ji do svého čela zvolil na svém ustavujícím sjezdu Československý svaz žen. Byl jí udělen Řád republiky.
Po volbách roku 1948 byla zvolena do Národního shromáždění za KSČ ve volebním kraji Kladno. Mandát nabyla až dodatečně v prosinci 1948 jako náhradnice poté, co rezignoval poslanec František Musil. Mandát získala i ve volbách v roce 1954 (volební obvod Praha-venkov), ve volbách v roce 1960 (nyní již jako poslankyně Národního shromáždění ČSSR za Středočeský kraj, podílela se na projednání ústavy ČSSR v roce 1960) a ve volbách v roce 1964. V Národním shromáždění zasedala až do konce jeho funkčního období v roce 1968. Po federalizaci Československa ještě usedla roku 1969 do Sněmovny lidu Federálního shromáždění, kde setrvala do konce volebního období, tedy do voleb v roce 1971.
Zemřela v únoru 1979.

## Dílo
- LEFLEROVÁ, Helena. Lidice, domov můj: Básně. V Praze: Společnost pro obnovu Lidic, 1946.